# Khön Köntchok Gyalpo
 (janvier 2019).
Si vous disposez d'ouvrages ou d'articles de référence ou si vous connaissez des sites web de qualité traitant du thème abordé ici, merci de compléter l'article en donnant les références utiles à sa vérifiabilité et en les liant à la section « Notes et références ».
Khön Köntchok Gyalpo ou Khön Könchog Gyalpo (tibétain : འཁོན་དཀོན་མཆོག་རྒྱལ་པོ་, Wylie : 'khon dkon mchog rgyal po, THL : khön könchok gyalpo), né en 1034 et décédé en 1102, est un bouddhiste tibétain du clan Khön à l’origine de la tradition Sakyapa dont il est le premier Trizin, et le fondateur de son premier monastère éponyme, Sakya. Son fils Sachen Kunga Nyingpo (1092-1158) puis deux de ses petits-fils, Sonam Tsemo (1142-1182) et Drakpa Gyaltsen (1147-1216), lui succédèrent. 

## Biographie
Il naît au Tsang (Tibet central) dans le clan Khön qui joue dans la région un rôle important depuis l’époque de l’empire tibétain (VIIIe siècle) et soutient le bouddhisme depuis son arrivée au Tibet, sous sa première forme locale qui sera plus tard appelée Nyingmapa. Aux XIe siècle, des maîtres et traducteurs (lotsawa) indiens, népalais, cachemiri ou tibétains apportent de nouveaux enseignements. Le frère aîné de Könchog Gyalpo, Khon Rog Sherab Tsultrim, l’envoie étudier auprès de Drogmi Lotsawa, qui l’initie au Lamdre. Il reçoit aussi les enseignements de Chen Lotsawa, Mal Lotsawa, Bari Lotsawa, Khugpa Lhatse, Khache Pandita, Hangdu Karpo, Ma Lotsawa et Dzinpa Lotsawa. 
Ayant ainsi fréquenté plusieurs maîtres, il décide de fonder son propre centre à Sakya (terre blanche) dans les collines de Ponpori (Shigatse), emplacement choisi d’après ses aspects auspicieux, acquérant le terrain au prix d’un cheval et de vêtements féminins. Le nom originel de son ermitage était Gorum Zimci Karpo. Il s’agissait probablement tout d’abord d'une grotte située du côté du bâtiment nord de l’actuel monastère, le premier construit.
Khön Könchog Gyalpo ayant donné à Sakyapa son impulsion, ses successeurs, en particulier son fils et ses deux petits-fils, complétèrent les enseignements reçus par lui et en réalisèrent la synthèse, asseyant la réputation du monastère et de la lignée. Selon la tradition du premier bouddhisme tibétain Nyingmapa dont ils étaient issus, Könchog et ses trois premiers descendants à la tête de Sakyapa étaient des laïcs et non des moines. La tradition Sakyapa gardera la transmission héréditaire directe du poste de hiérarque et les chefs de lignée sont à quelques exceptions près mariés. 
C’est sur le tard qu’il eut le fils qui allait lui succéder, Sachen Kunga Nyingpo, né en 1092 au monastère de Sakya. Selon la tradition, l’un de ses maîtres, Namkha'upa, averti par sa prescience, l’envoya un soir chercher un gîte dans la vallée de Kar Ghong au lieu de le retenir pour la nuit comme de coutume. C’est ainsi qu’il rencontra Machig Shangmo, mère de Sachen. 
Après sa mort, ses reliques furent placées dans un stupa au monastère de Sakya.